# Tractat Bryan-Chamorro
El Tractat Bryan-Chamorro va ser un acord internacional, subscrit el 5 d'agost de 1914 entre els governs dels Estats Units i Nicaragua. Segons aquest, el govern nicaragüenc concedia a perpetuïtat als Estats Units els drets de propietat exclusiva dels terrenys i instal·lacions necessàries per a la construcció d'un canal interoceànic, per la ruta del riu San Juan i el Llac de Nicaragua. També donava en arrendament per 99 anys les illes Gran i Petita de la Dacsa (Corn Island), a l'oceà Atlàntic i concedia permís als nord-americans per construir una base naval al golf de Fonseca, a les costes del Pacífic. Rep el seu nom per les persones que el van signar: William Jennings Bryan, Secretari d'Estat dels Estats Units i el general Emiliano Chamorro.
El 1916, els governs del Salvador i Costa Rica van recórrer a la Cort de Justícia Centreamericana o Cort de Cartago, per protestar per les clàusules del Tractat que consideraven que vulneraven els seus drets. Costa Rica no havia estat consultada per Nicaragua per subscriure el conveni, tot i que així ho disposaven el tractat Cañas-Jerez de 1858 i el Laude Cleveland de 1888, i El Salvador reclamava el condomini de les aigües del Golf de Fonseca, del qual és riberenc. La Cort de Cartago va fallar el 1916 a favor de Costa Rica i el 1917 a favor del Salvador, però Nicaragua va anunciar que no acceptaria aquestes sentències i va retirar el seu magistrat del tribunal.
El tractat es va mantenir vigent fins a 1972, però mai no es va executar. Els Estats Units, amb l'obertura del Canal del Panamà, van tenir prou amb bloquejar l'opció nicaragüenca per evitar que altres potències obrissin una segona via amb la que competir.